# Holly Valance
 (mars 2016).
Si vous disposez d'ouvrages ou d'articles de référence ou si vous connaissez des sites web de qualité traitant du thème abordé ici, merci de compléter l'article en donnant les références utiles à sa vérifiabilité et en les liant à la section « Notes et références ».
Pour les articles homonymes, voir Valance.
Holly Valance (pseudonyme de Hollie Rachel Vukadinović) est une actrice, modèle et chanteuse australienne, née le 11 mai 1983 à Melbourne, en Australie.

## Biographie

### Enfance
Elle a fait ses études dans la meilleure école de Melbourne : Star of the Sea College. Son père, Ryko, est un musicien serbe et yougoslave et sa mère, Rachel, est un mannequin anglais venant de Southampton.
Elle est d'origine espagnole, du côté maternel.
Elle a deux sœurs : Coco et Olympia.

### Carrière
Elle suit tout d'abord le chemin de ses parents en devenant mannequin et tourne dans quelques publicités mais ce n'est pas ce que veulent ses parents. Elle obtient son premier rôle principal dans la série Neighbours.
Elle commence sa carrière de chanteuse avec la reprise du tube de Tarkan "Simarik".
Elle s'essaie donc à la musique avec ses quatre singles Kiss Kiss, Down Boy, Naughty Girl, State of Mind, et sort deux albums, le premier intitulé Footprints en 2001 et le second State of Mind en 2003. Plus récemment, elle a fait quelques apparitions (5 épisodes) dans la série Prison Break en y interprétant le rôle de Nika Volek, la femme de Michael Scofield et dans la série Les Experts (2 épisodes). Elle incarne Christie Allen dans l'adaptation du jeu vidéo Dead or Alive avec  Devon Aoki et Natassia Malthe, et joue aux côtés de Paris Hilton dans le film National Lampoons : Pledge This !, sorti en 2006.
En 2008 au cinéma, elle incarne une chanteuse pop dans le film à succès Taken au côté de Liam Neeson.
En 2010 elle joue dans un épisode de Miss Marple.
Du 30 septembre au 10 décembre 2011 elle est en compétition pour l'émission anglaise de télé réalité Strictly Come Dancing 9. L'émission est diffusée sur BBC One.
Après six ans d'absence, depuis début 2009, Holly enregistrait son troisième album avec Frankmusik, dont la sortie est annulée en raison de leur rupture. Elle est apparue dans son clip Confusion Girl.

## Vie privée
De manière anecdotique, l'acteur anglais Benny Hill était de sa famille, le cousin de Benny Hill étant son grand-père.
Holly vivait à Los Angeles, Californie avec l'acteur australien Alex O'Loughlin. Ils se sont rencontrés sur le tournage de la série Moonlight. Après quatre ans de relation, Holly et Alex se sont séparés en 2009
Frankmusik, son petit ami en 2009 et celui qui produisait son nouvel album ce même été, a arrêté toute collaboration depuis leur rupture. Quelques chansons qui devaient être sur l'album sont apparues sur Internet comme Superstar et I Go Crazy.
Le 29 septembre 2012, elle épouse le milliardaire Nick Candy, promoteur immobilier anglais, à Beverly Hills[réf. nécessaire], (Paramount). Ils accueillent leur premier enfant durant le mois de novembre 2013, une fille nommée Luka Violet Toni Candy.

## Filmographie

### Cinéma
- 2006 : DOA: Dead or Alive : Christie Allen
- 2006 : Pledge This: Panique à la fac ! : Jessica
- 2008 : Taken : Sheerah
- 2009 : X Returns (Court-métrage) : Samantha Waters
- 2010 : Luster : Sally
- 2011 : Surviving Georgia : Rose
- 2011 : Big Mamma's Boy : Katie
- 2015 : Red Herring : Angela

### Télévision
- 1999-2005 : Les Voisins (Neighbours) (série télévisée) : Felicity Scully
- 2004 : Les Experts : Miami (CSI : Miami) (série télévisée) : Kay Coleman
- 2005 : Entourage (série télévisée) : Leanna
- 2005 : Les Experts : Manhattan (CSI : Manhattan) (série télévisée) : Lydia
- 2005-2006 : Prison Break (série télévisée) : Nika Volek
- 2007 : Moonlight (série télévisée) : Lola
- 2007 : Shark (série télévisée) : Christina Shaw
- 2008 : Valentine (série télévisée) : Vivi Langdon
- 2010 : Miss Marple (série télévisée) : Kanga Cottam

## Discographie

### Genre musical
Le genre que chante Holly est la pop, mais aussi la dance, le R'n'B et un peu d'electro. Dans son deuxième album State Of Mind, elle chante aussi du pop-rock. Holly avait aussi repris la chanson de Tarkan Kiss Kiss.

### Albums
- 2002-2003 : Footprints
- 2004 : State Of Mind
- 2009 : Superstar (EP)
- 2009 : Hot Sounds

### Singles
- 2002 : Kiss Kiss (Footprints, reprise de Tarkan)
- 2002 : Down Boy (Footprints)
- 2003 : Naughty Girl (Footprints)
- 2004 : State Of Mind (State Of Mind)
- 2004 : Desire (State Of Mind)
- 2009 : Superstar (Hot Sounds)

### Vidéoclips
- 2004 : State Of Mind (videoclip)
- 2003 : Naughty Girl (videoclip)
- 2002 : Down Boy (videoclip)
- 2002 : Kiss Kiss (videoclip)